# Timyra aeolocoma
Timyra aeolocoma is een vlinder uit de familie van de Lecithoceridae. De wetenschappelijke naam van de soort is voor het eerst geldig gepubliceerd in 1939 door Meyrick.